# Orchis papillon
Anacamptis papilionacea
Espèce
Classification phylogénétique
L’orchis papillon (Anacamptis papilionacea), synonyme ancien: Orchis papilionacea L., 1759, est une espèce d'orchidée terrestre européenne.

## Description

### Caractéristiques

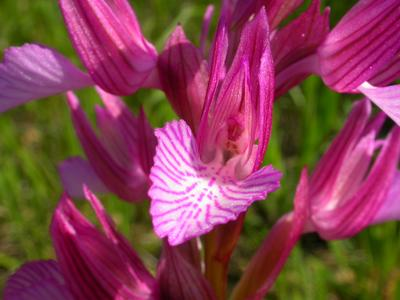
Détail de la fleur

Organes reproducteurs
- Couleur dominante des fleurs : rose
- Période de floraison : avril-juin
- Inflorescence : épi simple
- Sexualité : hermaphrodite
- Pollinisation : entomogame

Graine
- Fruit : capsule
- Dissémination : anémochore

Habitat et répartition
- Habitat type : mégaphorbiaies subalpines, hygrophiles mésotrophiles, basophiles, des adrets
- Aire de répartition : méditerranéen

Données d'après : Julve, Ph., 1998 ff. - Baseflor. Index botanique, écologique et chorologique de la flore de France. Version : 23 avril 2004.